# Dalbergia boniana
Dalbergia boniana är en ärtväxtart som beskrevs av François Gagnepain. Dalbergia boniana ingår i släktet Dalbergia, och familjen ärtväxter. IUCN kategoriserar arten globalt som otillräckligt studerad. Inga underarter finns listade i Catalogue of Life.